# Johannishus åsar
Johannishus åsar är ett naturreservat i Ronneby kommun i Blekinge län.
Området är naturskyddat sedan 1982 och är 40 hektar stort. Det är beläget väster och norr om Johannishus och består av en rullstensås som slingrar sig fram genom ett bördigt odlingslandskap.

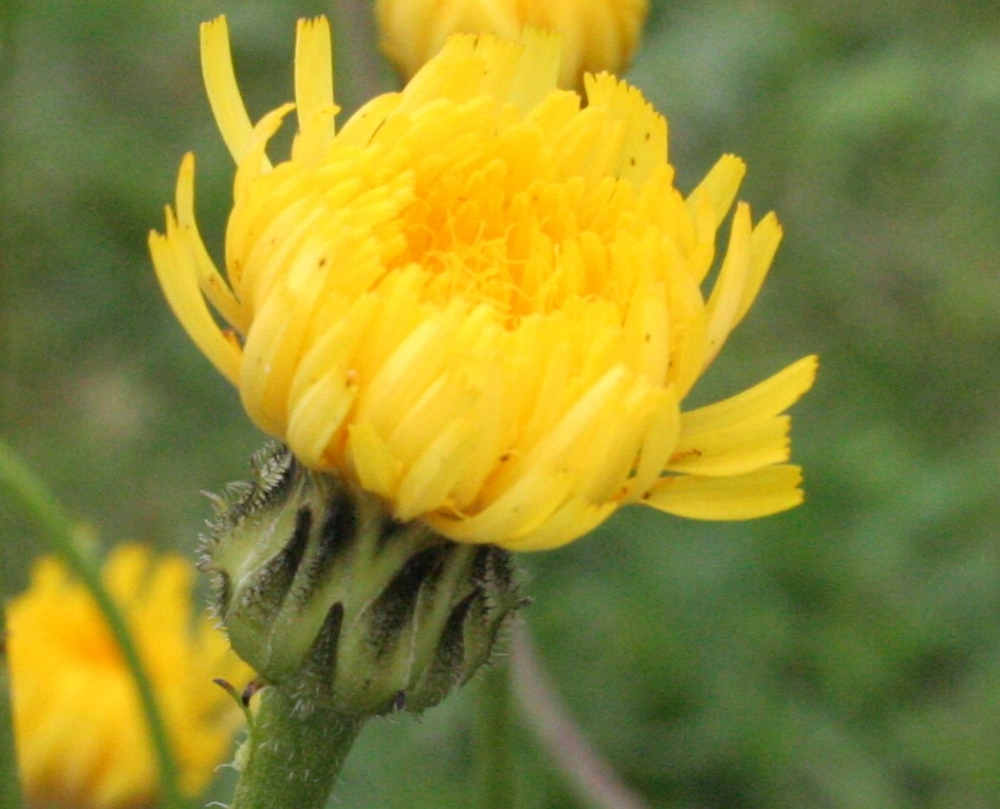
Slåtterfibbla

Från Hjortsberga i söder till Hillerslätt i norr sträcker sig detta 6 km långa naturreservat. Johannishusåsen ringlar sig här fram i ett bördigt jordbrukslandskap. Området består mest av hagmarker med vidkroniga gamla ekar men även lind, alm och hassel förekommer. Ängs- och betesmarkerna har sedan flera hundra år hävdats och därmed bevarats.
De höga naturvärdena i reservatet är i första hand knutna till de gamla ekarna. Inom området finns ett flertal hotade arter, såsom vedsvamparna tårticka och oxtungsvamp, skalbaggarna ekoxe och läderbagge samt lavarna matt pricklav och gammelekslav. I de ihåliga träden trivs en rad fåglar såsom kattuggla, starar och hackspettar. Området har en rik flora med bland annat backsippa, backnejlika, backtimjan, brudbröd, jungfrulin, slåtterfibbla, solvända och stortimjan.

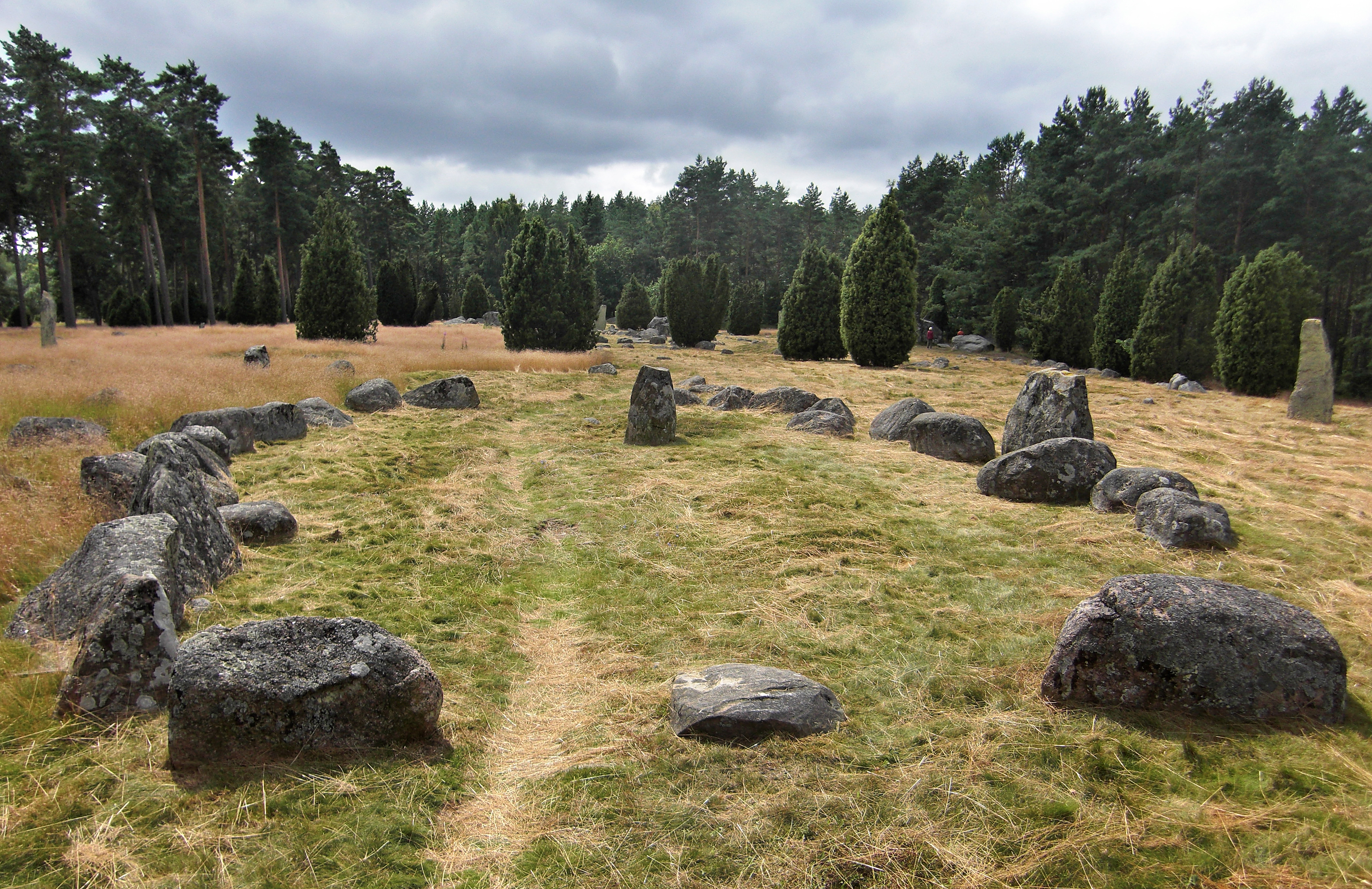
Hjortsberga gravfält

På Johannishusåsen finns ett stort antal fornlämningar. Omkring 350 fornlämningarna från brons- och järnåldern är registrerade. Vid Hjortsberga gravfält finns en rad olika gravmonument som skeppssättningar, resta stenar, gravhögar, treuddar och fyrkantiga stensättningar. Kasakulle gravfält är beläget mer norrut i reservatet. I mer än 300 år har nu Johannishus gods präglat området längs åsen.
Naturreservatet ingår i EU:s ekologiska nätverk, Natura 2000.

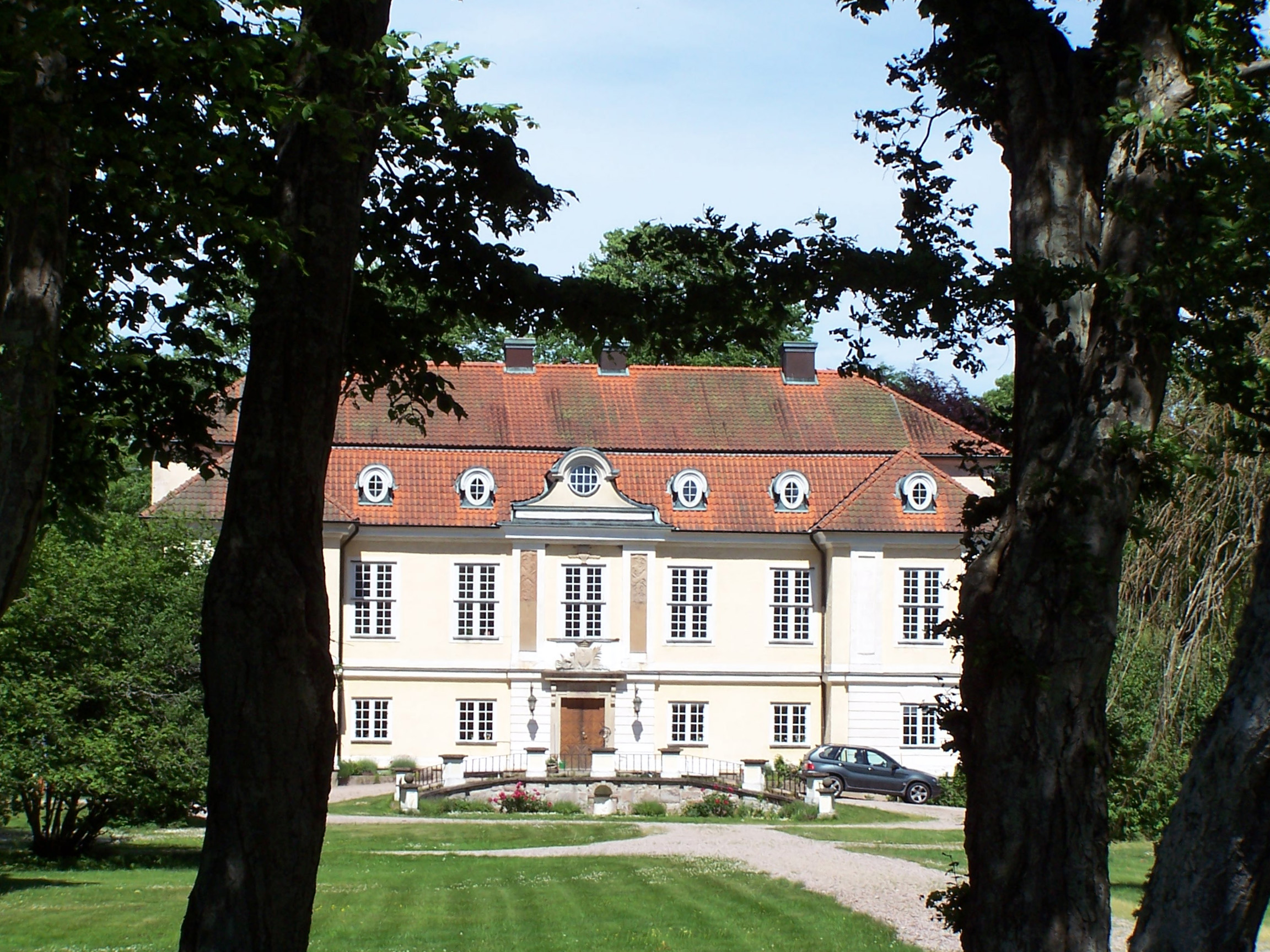
Johannishus slott